# Diocesi di Jaipur
La diocesi di Jaipur (in latino Dioecesis Iaipurensis) è una sede della Chiesa cattolica in India suffraganea dell'arcidiocesi di Agra. Nel 2023 contava 5.300 battezzati su 27.993.180 abitanti. È retta dal vescovo Joseph Kallarackal.

## Territorio
La diocesi comprende i distretti di Jaipur, Karauli, Sawai Madhopur, Dausa, Alwar, Sikar, Jhunjhunu, Bikaner, Nagaur, Churu, Hanumangarh e Ganganagar nello stato del Rajasthan in India.
Sede vescovile è la città di Jaipur, dove, nella località di Malviya Nagar, si trova la cattedrale di Nostra Signora dell'Annunciazione. Patrono della diocesi è Cristo Re.
Il territorio è suddiviso in 31 parrocchie, raggruppate in 3 decanati: Jaipur, Alwar e Bikaner.

## Storia
La diocesi è stata eretta il 20 luglio 2005 con la bolla Evangelicum studium di papa Benedetto XVI, in seguito alla divisione della diocesi di Ajmer e Jaipur, da cui ha tratto origine anche la diocesi di Ajmer.

## Cronotassi dei vescovi
Si omettono i periodi di sede vacante non superiori ai 2 anni o non storicamente accertati.
- Oswald Joseph Lewis (20 luglio 2005 - 22 aprile 2023 ritirato)
- Joseph Kallarackal, dal 22 aprile 2023

## Statistiche
La diocesi nel 2023 su una popolazione di 27.993.180 persone contava 5.300 battezzati, corrispondenti allo 0,0% del totale.
| anno | popolazione | popolazione | popolazione | presbiteri | presbiteri | presbiteri | presbiteri                | diaconi | religiosi | religiosi | parrocchie |
| anno | battezzati  | totale      | %           | numero     | secolari   | regolari   | battezzati per presbitero | diaconi | uomini    | donne     | parrocchie |
| ---- | ----------- | ----------- | ----------- | ---------- | ---------- | ---------- | ------------------------- | ------- | --------- | --------- | ---------- |
| 2005 | 4.096       | 25.828.271  | 0,0         | 32         | 12         | 20         | 128                       |         | 22        | 115       | 5          |
| 2006 | 4.096       | 25.828.271  | 0,0         | 32         | 10         | 22         | 128                       |         | 24        | 111       | 19         |
| 2013 | 5.080       | 28.343.000  | 0,0         | 46         | 12         | 34         | 110                       |         | 38        | 189       | 26         |
| 2016 | 4.950       | 25.900.000  | 0,0         | 50         | 17         | 33         | 99                        |         | 35        | 163       | 26         |
| 2019 | 5.100       | 26.876.130  | 0,0         | 71         | 26         | 45         | 71                        |         | 47        | 171       | 29         |
| 2021 | 5.200       | 27.441.600  | 0,0         | 88         | 31         | 57         | 88                        |         | 57        | 189       | 30         |
| 2023 | 5.300       | 27.993.180  | 0,0         | 82         | 32         | 50         | 64                        |         | 51        | 193       | 31         |